# Hügelgrab

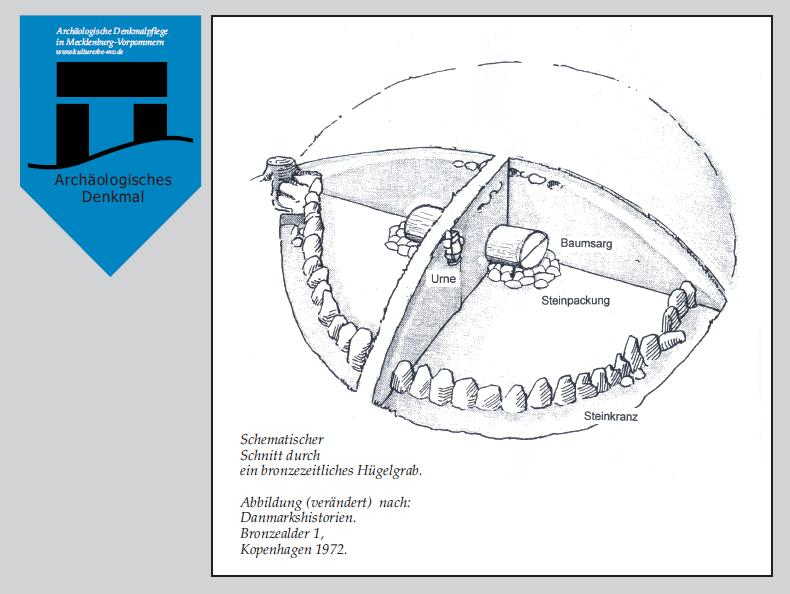
Informationstafel zum Aufbau eines Hügelgrabes

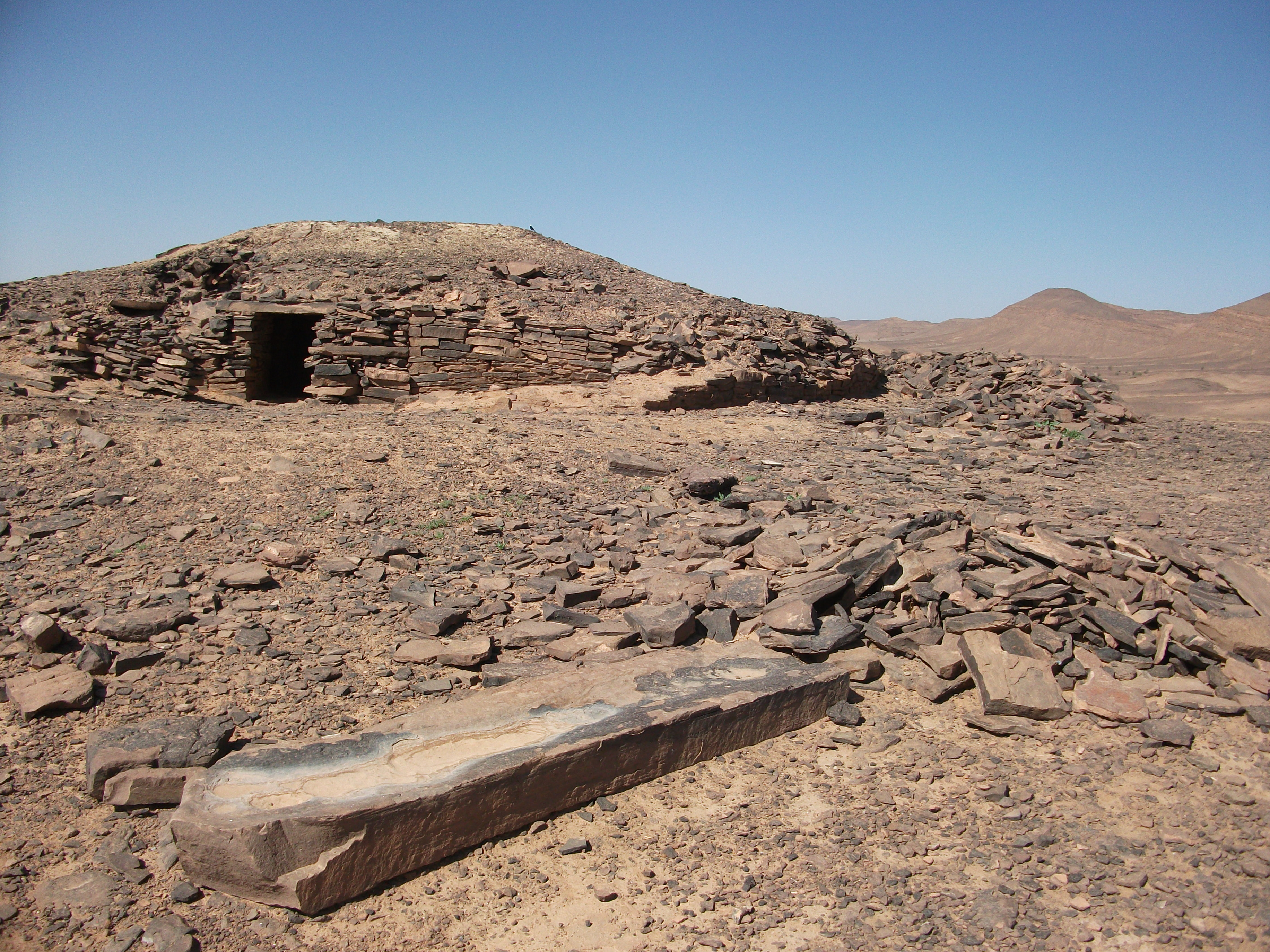
Hügelgrab mit drei kleinen Grabkammern bei Taouz, Marokko

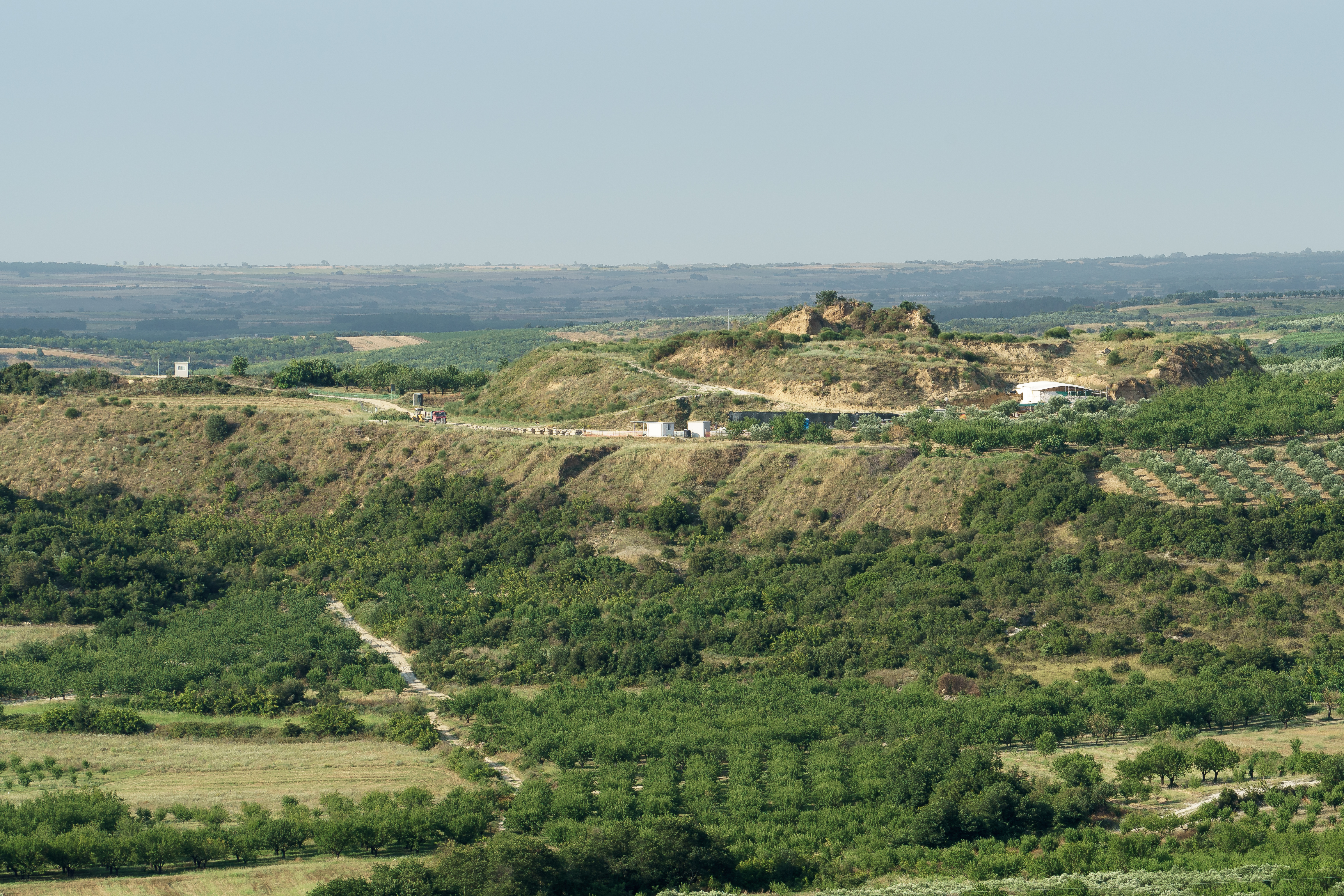
Kasta Tumulus Amphipolis

Ein Hügelgrab oder ein Grabhügel (lateinisch tumulus, Plural tumuli; griechisch τύμβος tymbos) ist eine gestreckte, runde oder ovale Erdaufschüttung. Darin befinden sich Grablegen oder andere Vorzeitmonumente. Bei den Gräbern kann es sich um Körperbestattungen (ggf. im Baumsarg), Urnengräber oder ausgestreuten Leichenbrand handeln. Die Hügel können Einbauten haben, z. B. aus konzentrischen Kreisen, Gebäuden (Grabhügel von Trappendal), steinernen Grabkammern oder Steinkisten.
Steinerne Hügel heißen auf Englisch Barrows, auf Französisch Tumuli de pierres und in Dänemark Gravrøser. Die prähistorischen Hügelgräber Nordamerikas werden als Mounds, die für den Osten Niedersachsens charakteristischen Hügelgräber als Buckelgräber bezeichnet.

## Abgrenzung
Keine Grabhügel im Sinne dieses Artikels sind Cairns und Rösen. Eine Bezeichnung für einen künstlichen Hügel ist auch Leeberg (oder lautliche Varianten davon), ein solcher muss aber kein Grab beinhalten.

## Verbreitung
Grabhügel können weder zeitlich noch regional eingegrenzt werden: In Europa gab es sie regional beinahe durchgängig ab der Stein- über die Bronze- bis in die Eisenzeit, z. B. bei den Kelten in der späten Hallstatt- und frühen Latènezeit, und schließlich das Mittelalter – auch Schriftkulturen kannten Grabhügel. Die Griechen warfen in der Antike für ihre Helden ebenso Grabhügel auf wie die Etrusker und die Römer. Im Mittelmeerraum wurden sie tumuli genannt, in Osteuropa Kurgane.
In Eurasien gibt es Hügelgräber in zahlreichen Ländern und Kulturen: Die größten Grabhügel sind wohl die Hügel über den Gräbern der frühen chinesischen Kaiser. Sie enthalten riesige unterirdische Grabanlagen. Die bekannteste ist das Mausoleum Qin Shihuangdis.
Vor der Ankunft des Christoph Kolumbus waren auch bei vielen Ureinwohnern Amerikas Hügelgräber üblich.

Hügelgräber
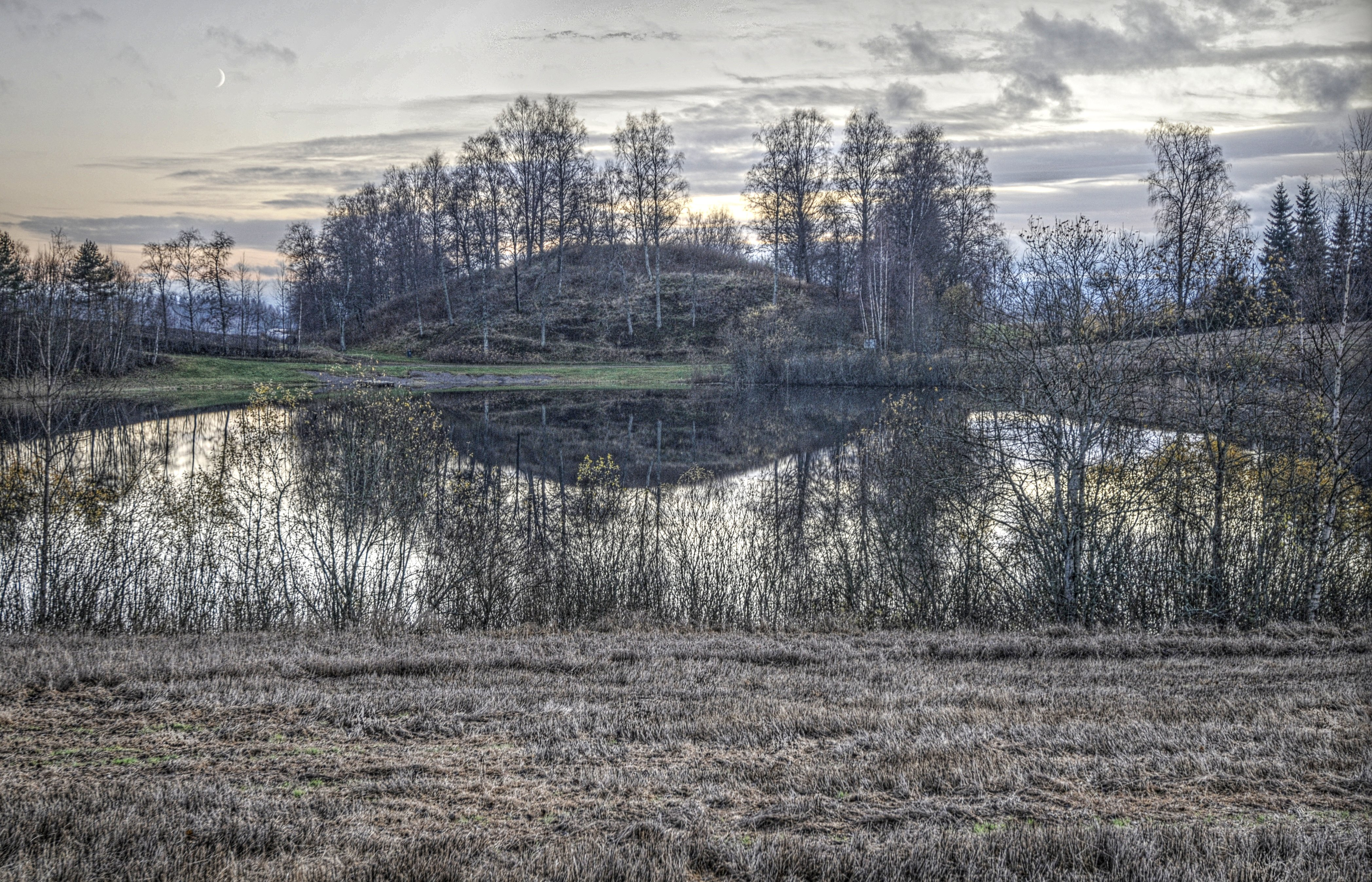
Der Raknehaugen in Norwegen, mit 15 m Höhe größter Grabhügel im Land
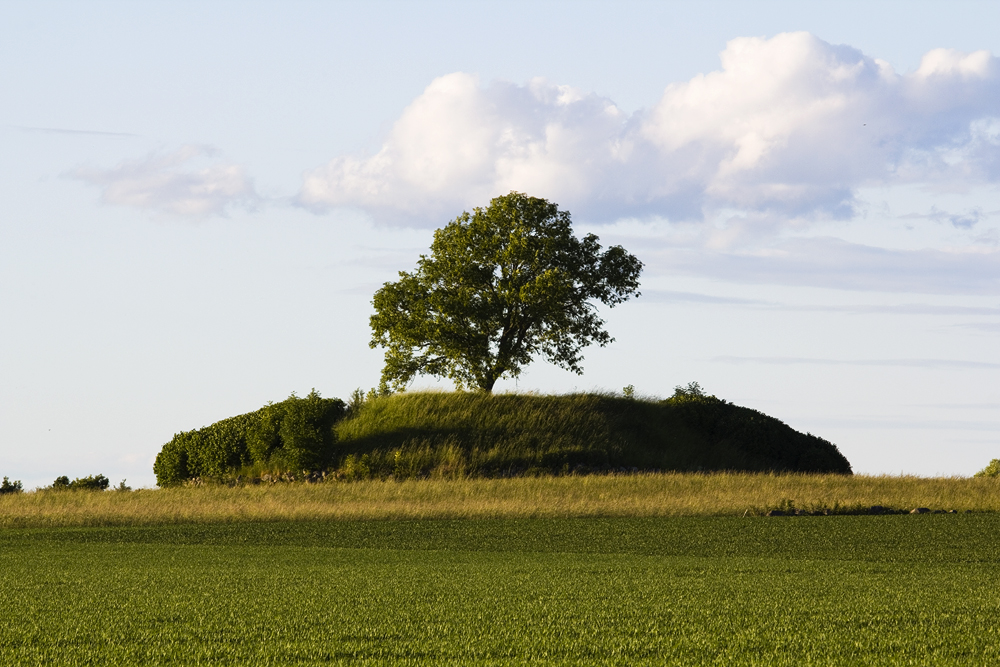
Sättunahögen (Schweden)
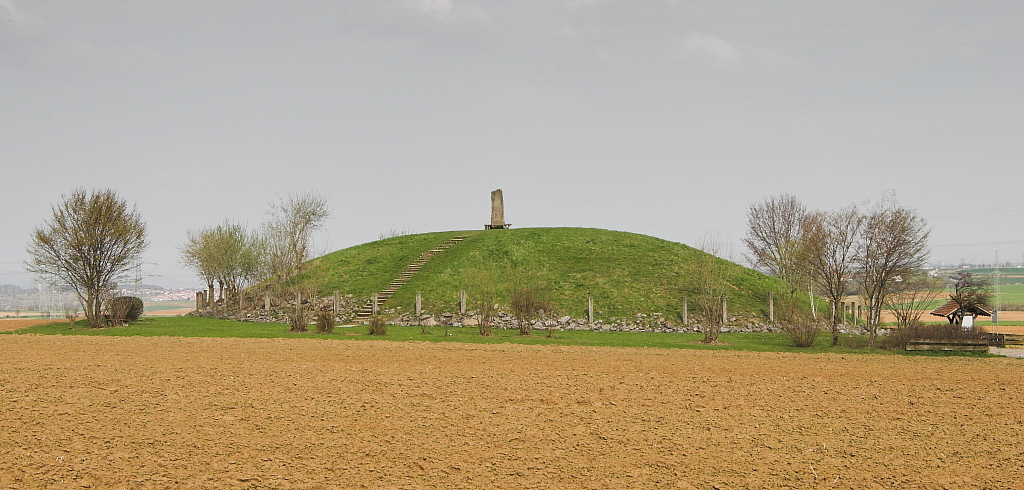
Eisenzeitliches Keltengrab bei Hochdorf an der Enz
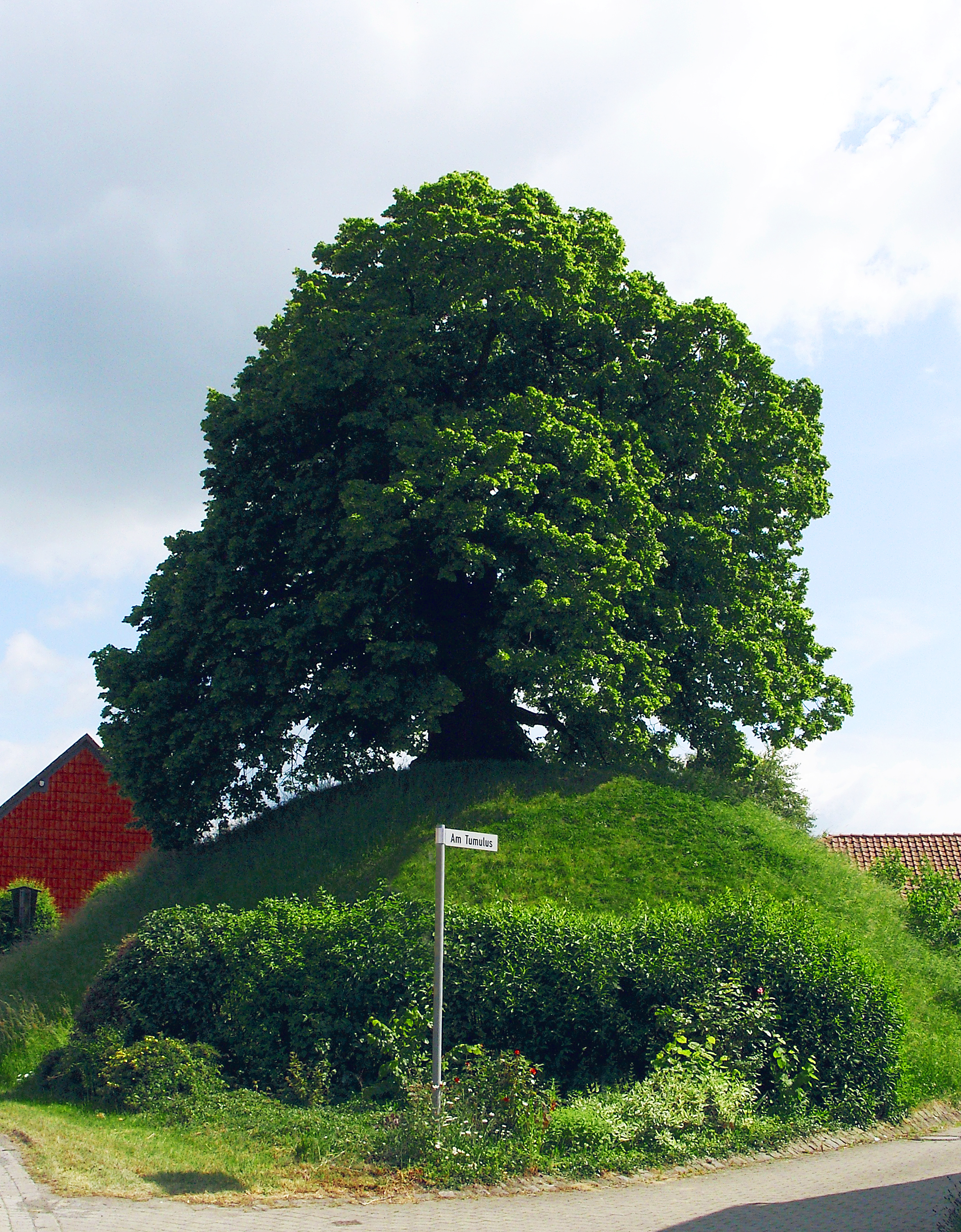
Tumulus von Evessen, Landkreis Wolfenbüttel
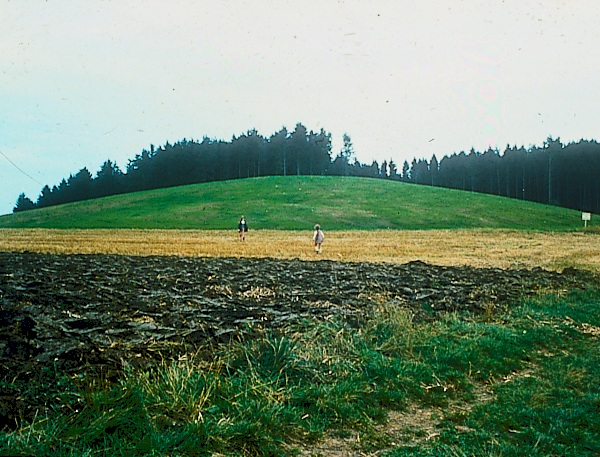
Hügelgrab Magdalenenberg
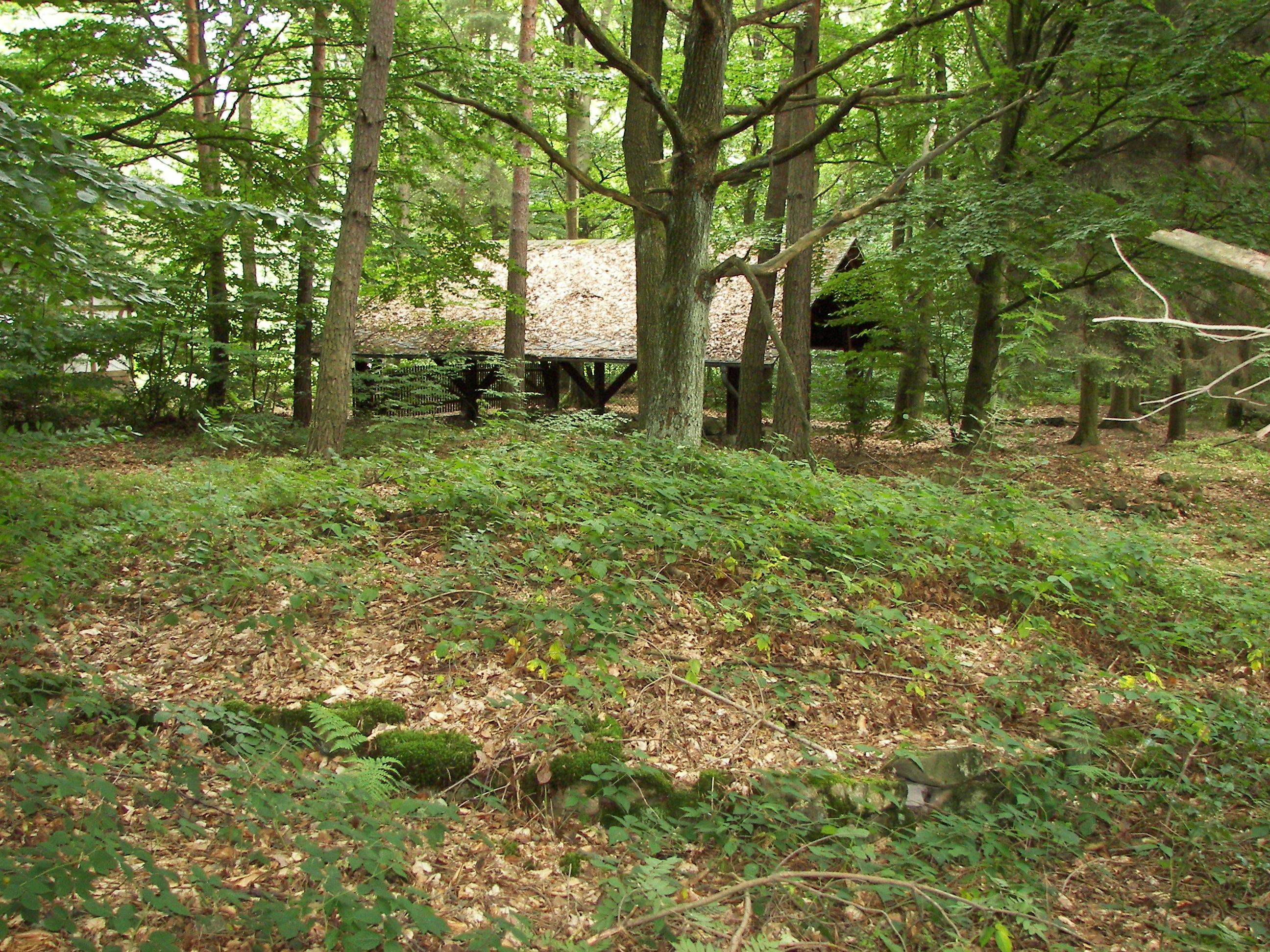
Hügelgrab im botanischen Garten von Marburg aus der jüngeren Bronzezeit
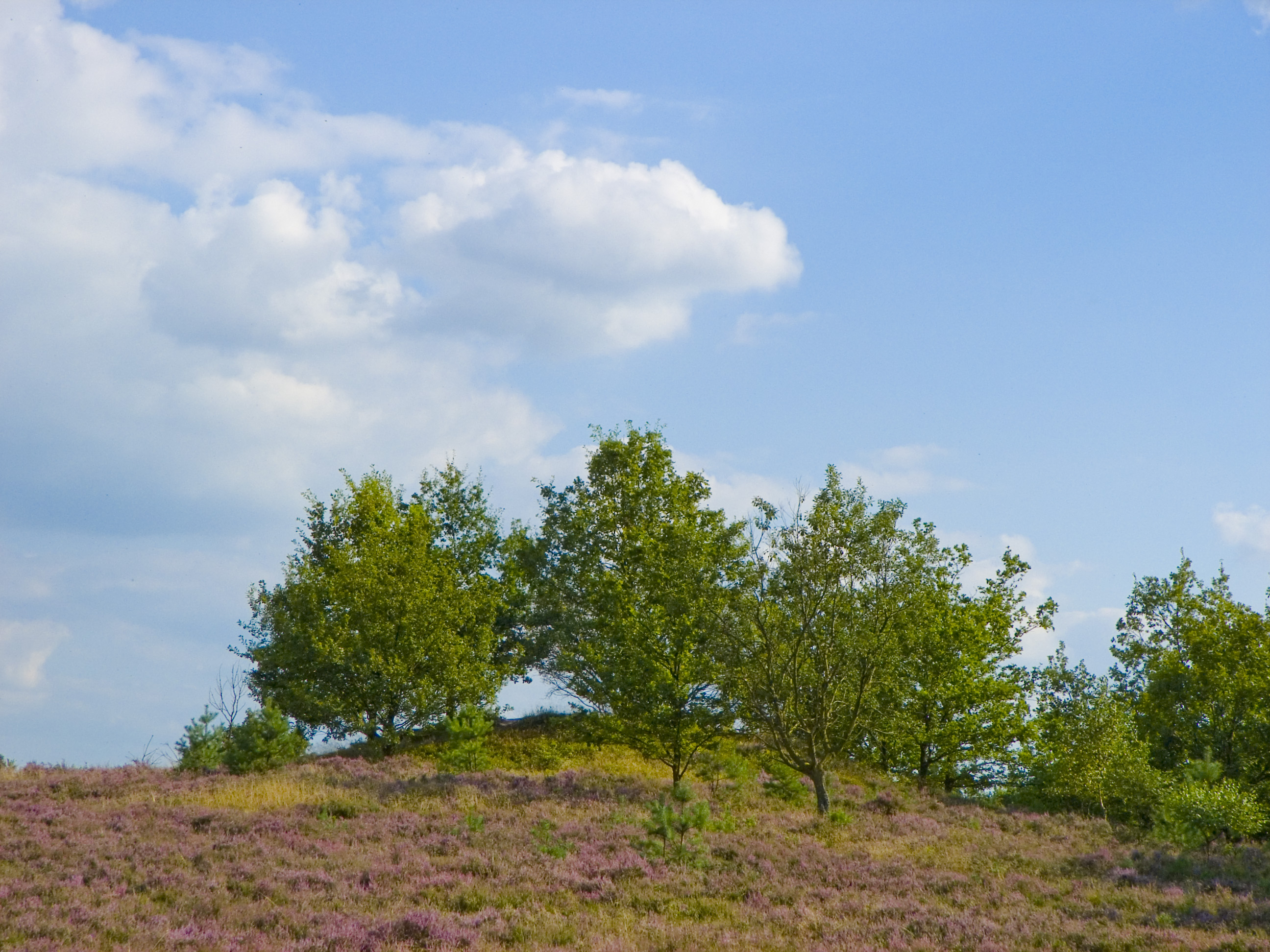
Fürstengrab in der Lüneburger Heide bei Niederhaverbeck
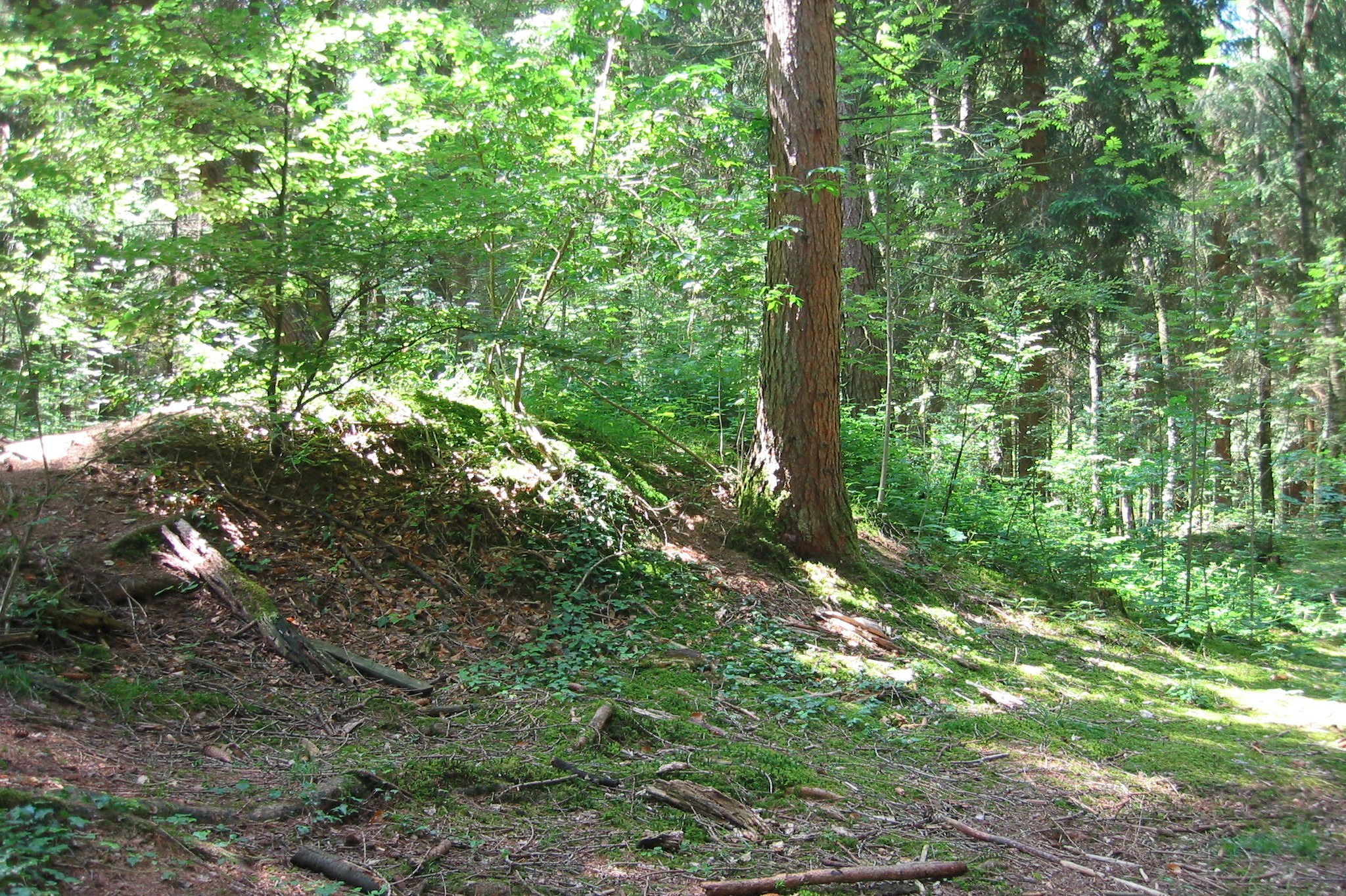
Hügelgrab aus der Hallstattzeit, Stockdorf
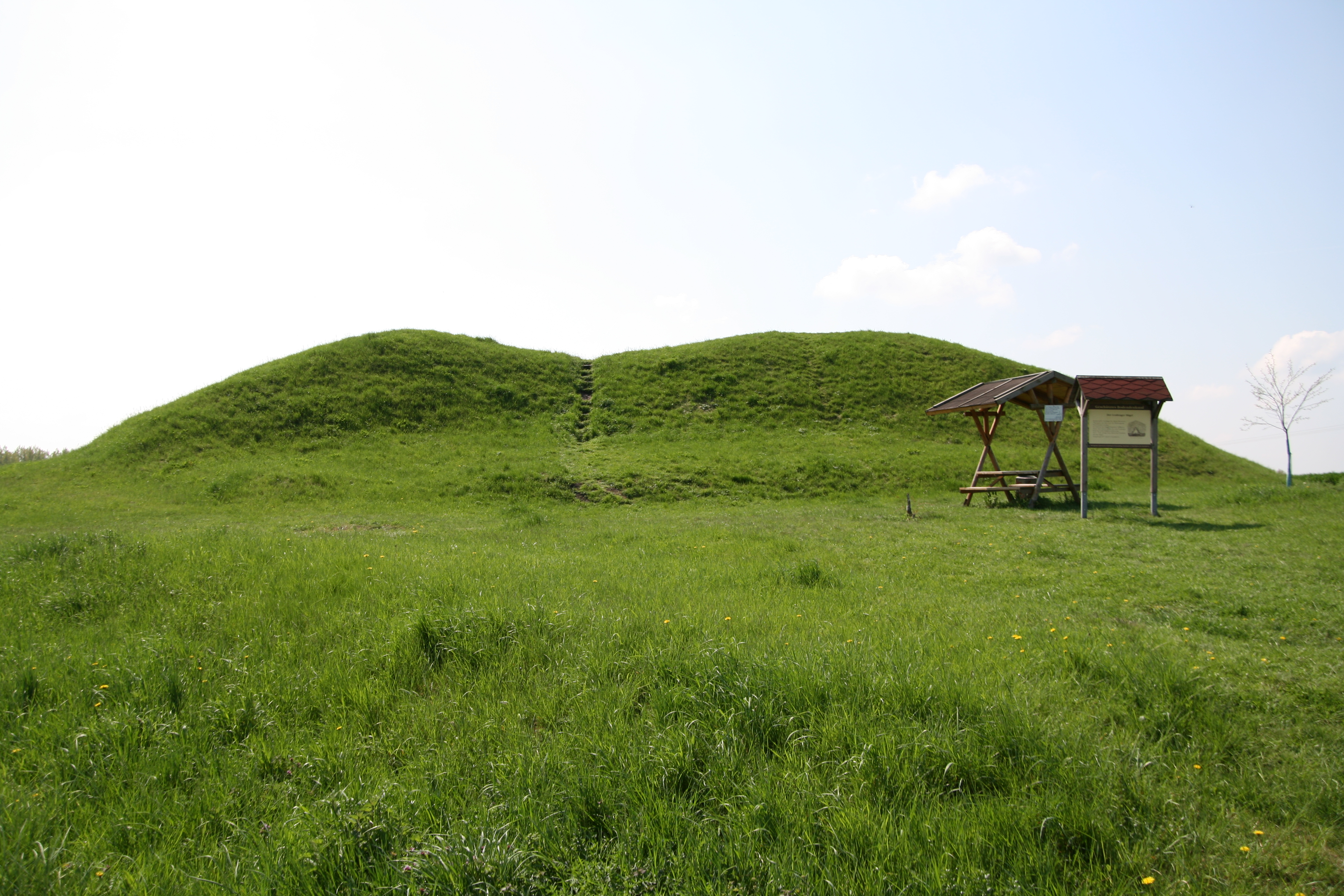
Fürstengrab von Leubingen
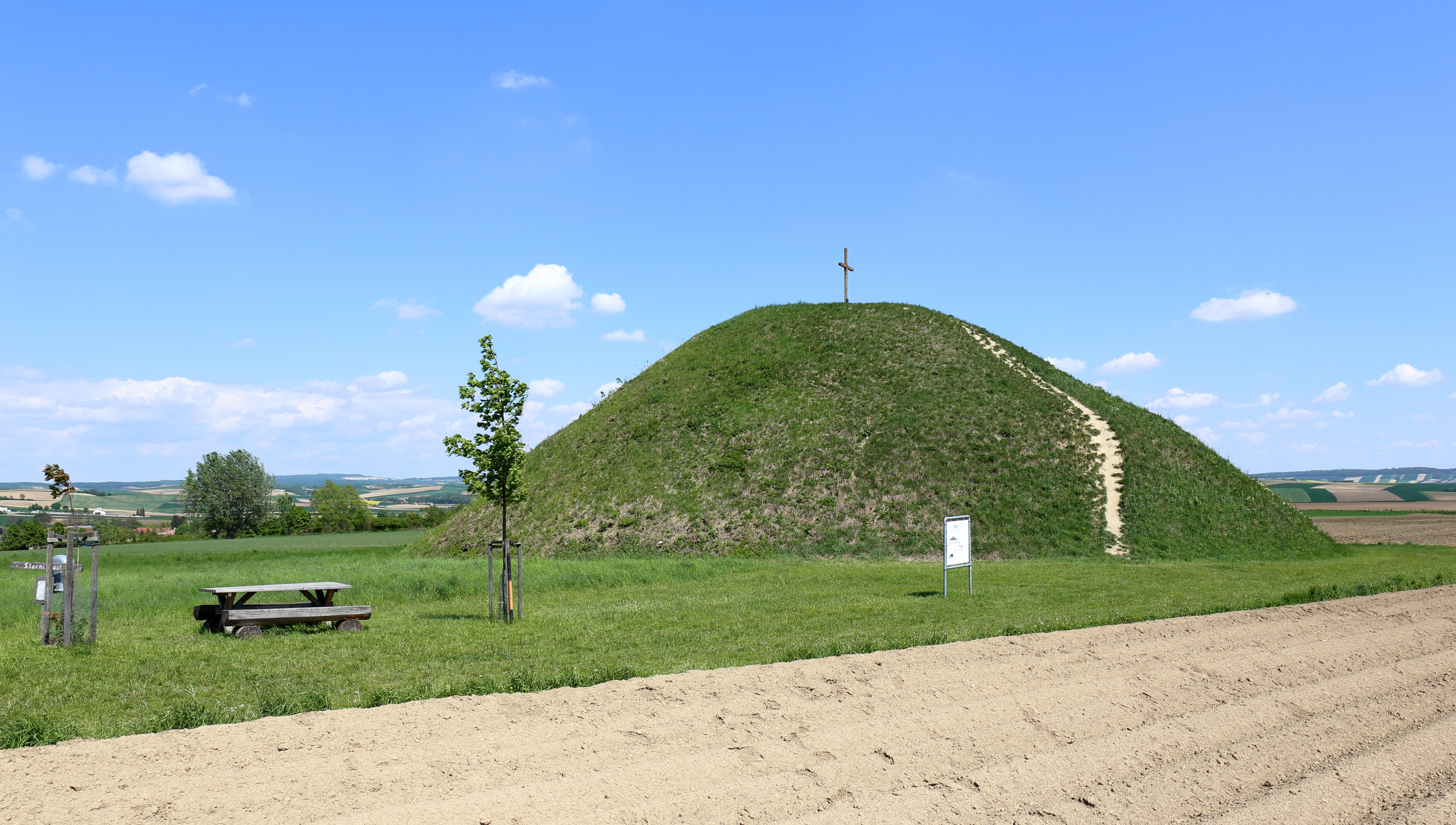
Der Leeberg bei Großmugl mit rund 14 m Höhe und etwa 50 m Durchmesser (Hallstattzeit)
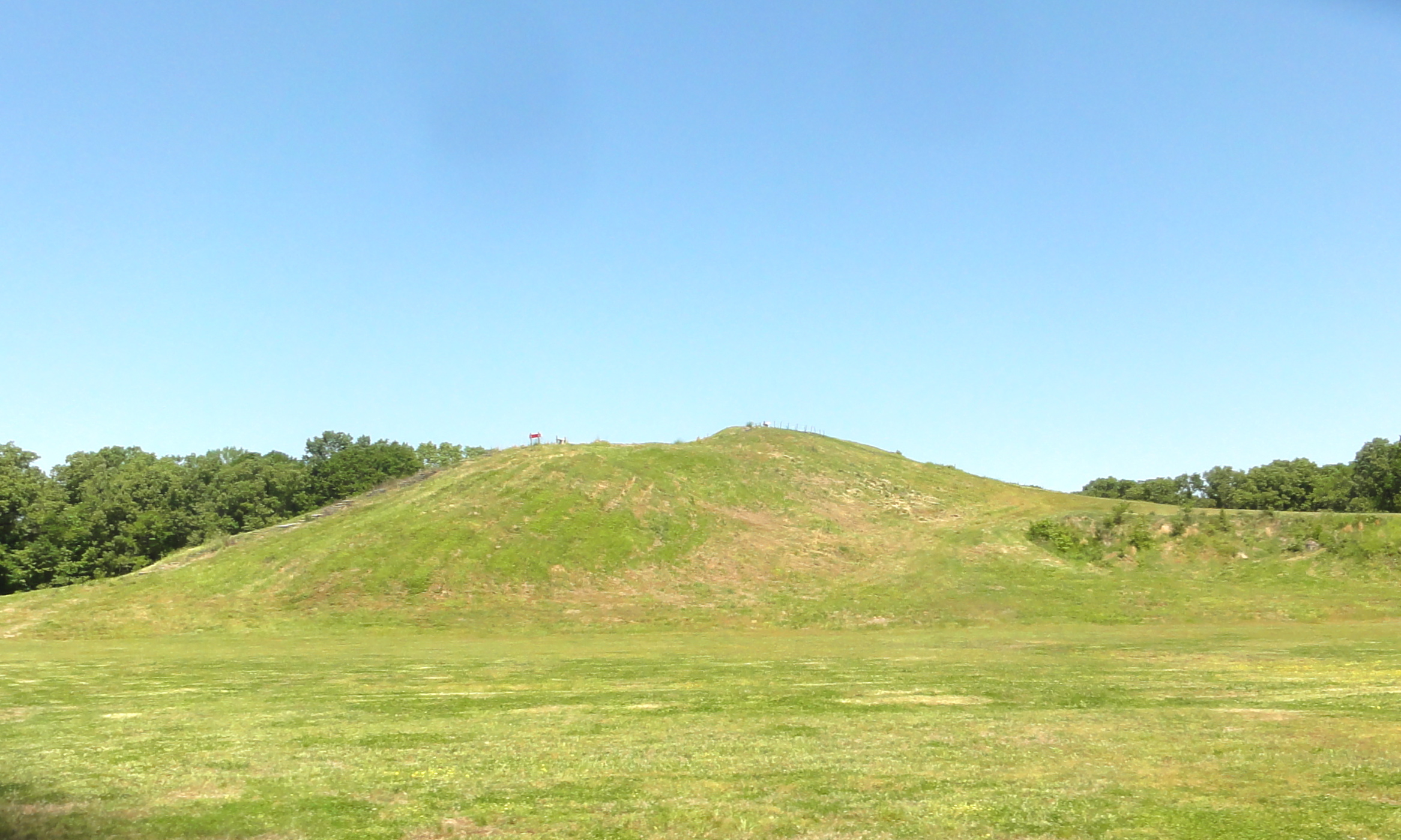
Mound A, der größte von mindestens sechs Kulthügeln in Poverty Point (Nordamerika, vom Ende der Archaischen Periode dort)
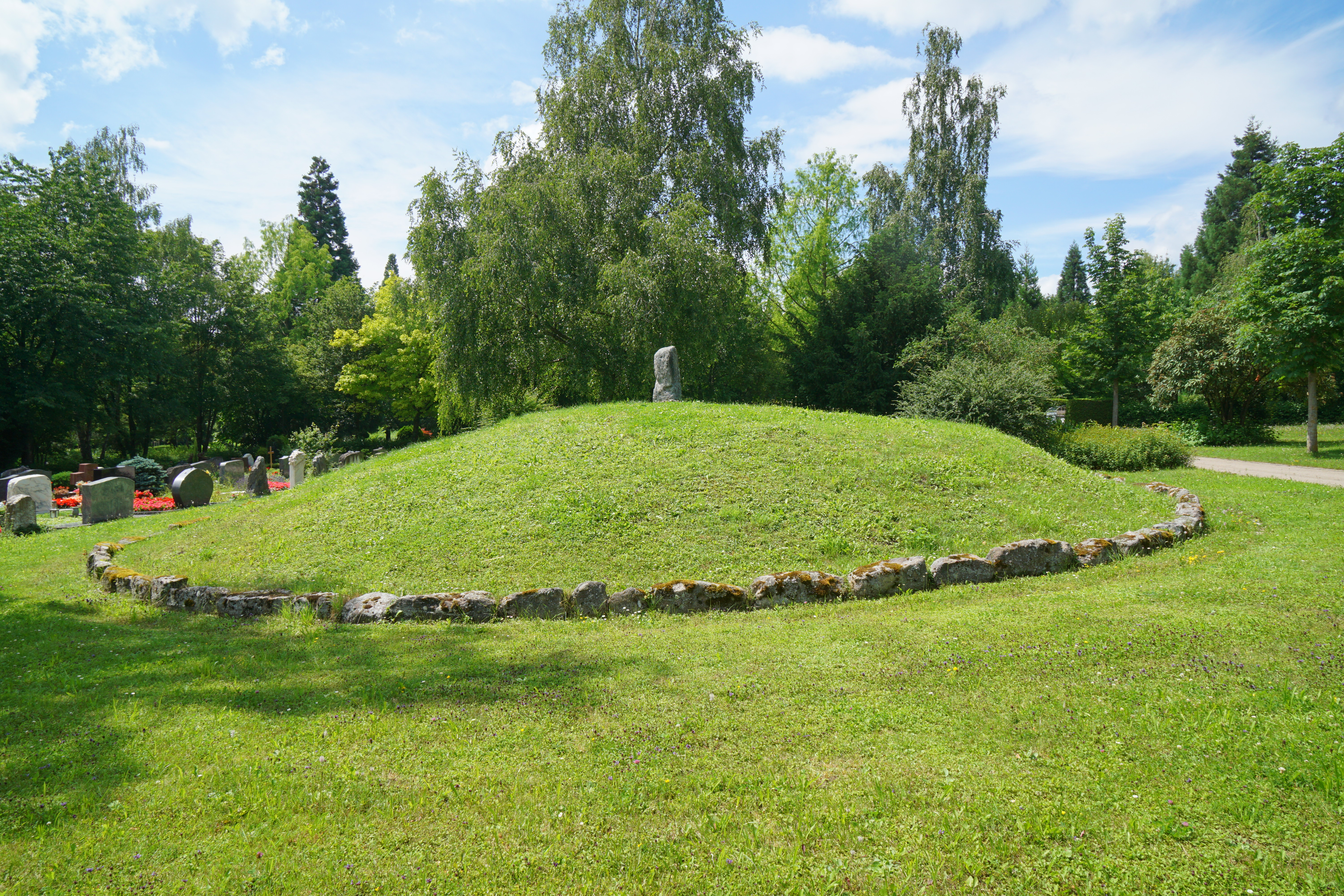
Restauriertes Hügelgrab bei Böblingen aus der späten Hallstattzeit
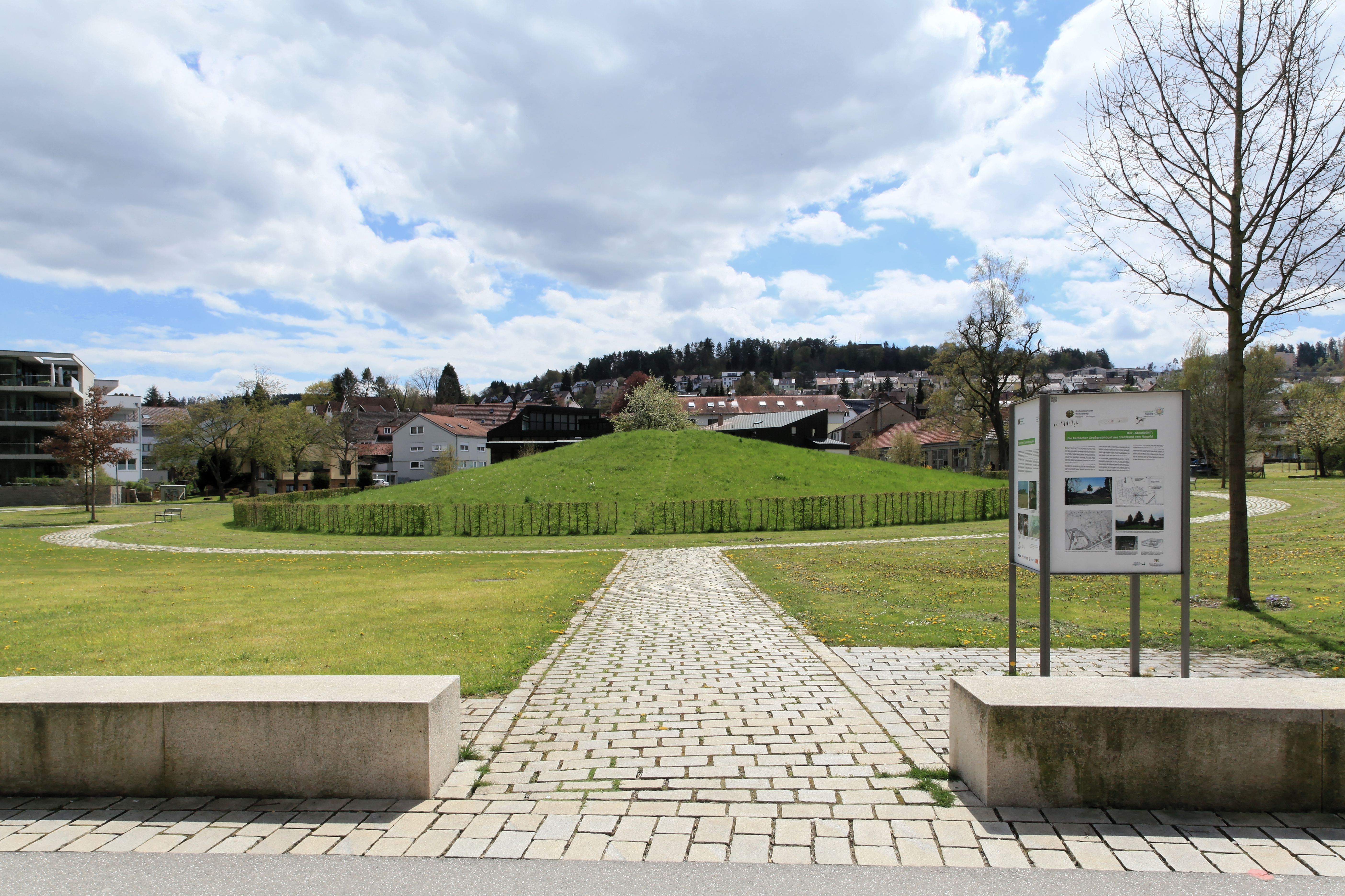
Frühkeltisches Fürstengrab von Nagold

## Grabhügel im Landschaftsbild
Grabhügel haben Höhen von 1 m bis über 30 m oder mehr, abhängig von Tradition und Bedeutung der begrabenen Person. Allein in Dänemark sind 11.054 große (zumeist in Jütland) und 8846 kleine Grabhügel aus unterschiedlichen Zeiten erhalten. Ähnliche Zahlen sind auch für Norddeutschland sowohl an der Ostsee- als auch an der Nordseeküste belegbar. So sind z. B. in Mecklenburg-Vorpommern 4978 Einzelhügelgräber sowie 81 Hügelgräberfelder mit ca. 1274 Grabhügeln registriert. Die niedrigen Hügel liegen oft auf Gräberfeldern wie die Mansenberge, die Männige Berge im Emsland oder das Pestruper Gräberfeld in der Wildeshauser Geest. Die älteren Hügel nahmen (teilweise durch mehrfache Überbauung) an Höhe zu, bis ihre Bedeutung schließlich vergessen wurde. Solche mächtigen Hügel beeinflussten das Landschaftsbild jahrhundertelang, bis sie durch Wind, Wellen oder Bearbeitung wieder abgetragen wurden.
Dies hat die Norddeutsche Tiefebene von den Niederlanden bis zur Weichselmündung einschließlich Dänemark und Südschweden damals stark geprägt, da in einigen Gegenden mehr als 4000 Jahre Hügelgräber errichtet wurden. Auch in Großbritannien dürfte es diesen Effekt an einigen Orten gegeben haben. Die Landschaften Nordeuropas dürften durch Dolmen, Menhire, Kreisgrabenanlagen und Hügelgräber zur Bronze- und Eisenzeit vermutlich äußerst beeindruckend ausgesehen und die Fantasie der Menschen beflügelt haben. Ähnliche, das Bild der Landschaft beeinflussende Effekte kann man an einigen Stellen noch sehen, wo viel später Skythen und Saken ihre Grabhügel anlegten. Manche dieser Gegenden werden poetisch als „Tal der Könige“ bezeichnet.
Erst durch das intensive Pflügen der Äcker in Europa wurden die meisten dieser Grabhügel wieder eingeebnet. Einige fielen auch der Küstenerosion zum Opfer, andere wurden von Grabräubern beschädigt oder ganz abgetragen. Noch heute befinden sich im Antiquitätenhandel und in Museumsmagazinen zahlreiche Gegenstände, die aus Hügelgräbern stammen. Insbesondere in Osteuropa, z. B. im Land der Daker und Thraker, aber auch in Russland ist das ein unschätzbarer Verlust. So tauchten z. B. während des Kosovo-Krieges zahlreiche Kunstgegenstände auf, die auf Grabraub schließen lassen. Das z. T. fehlende Wissen verleitet sehr schnell dazu, nur nach Westeuropa zu schauen. In Deutschland verschwanden z. B. viele Grabhügel oder ihre Reste in Unkenntnis ihrer Bedeutung erst in den letzten 200 Jahren, als die preußischen Könige den Ackerbau massiv förderten. Auch in Deutschland verleitet die heute fehlende Sichtbarkeit dazu, die Menge an Grabhügeln massiv zu unterschätzen. Erst durch die Luftbildarchäologie wurden und werden viele dieser Strukturen nach und nach wieder neu entdeckt. Die große Anzahl an Gräbern verschiedener Kulturen zum Ende des Neolithikums und am Anfang der Bronzezeit im Raum Mitteldeutschland/Norddeutsche Tiefebene sind deutliche Indizien dafür, dass diese Sichtweise überdacht werden muss. Deutsche und skandinavische Wissenschaftler sind derzeit intensiv darum bemüht, das Phänomen der Hügelgräber greifbar zu machen.

## Zeitstellung
Hügelgräber wurden in vielen Epochen errichtet, in Europa vom Beginn der Jungsteinzeit bis ins Mittelalter. Die ältesten Aufschüttungen an Megalithanlagen sind an der atlantischen Küste Iberiens zu finden. Die Einhegungen vom Typ Passy in Frankreich stammen aus dem 5. Jahrtausend v. Chr. und gehören meist zur Cerny-Kultur und zur La-Hoguette-Kultur. Die Anlagen vom Niedźwiedź-Typ und vom Typ „Konens Høj“ (Frauenhügel – benannt nach einem Fundort) sind die ältesten in Nordmitteleuropa und stammen von den Trägern der Trichterbecherkultur (TBK). Zuschüttungen durch Erde wurden bereits während der Einwanderung der Linearbandkeramiker für verschiedene Kreisgrabenanlagen beobachtet und stellen rituell möglicherweise auch eine Beerdigung dar. Kulturübergreifend ist nicht nur das Hügelgrab, sondern auch die Kreisgrabenanlage sowie megalithische Formen.
Daneben gibt es in der Sahara, z. B. in Algerien, Grabhügel, die mit Steinen und Sand aufgeschüttet wurden. Ihr Alter ist bisher unbekannt, da sie kaum oder gar nicht erforscht sind. Es ist anzunehmen, dass ihre heutige Struktur durch Windabtragung bedingt ist. Die küstennahen Grabhügel Nordafrikas sind überwiegend Tumuli der Phönizier und datieren in die Eisenzeit. Der Kurgan ist ebenfalls ein Hügelgrab, nur wird er traditionell mit der Steppe und Asien verbunden. Kurgankulturen sind also Hügelgrabkulturen. Die Unterscheidung zwischen Grabhügel und Kurgan ist eine moderne Sichtweise. Wesentlich für die Einordnung ist die Unterscheidung, ob es sich um Einzelgräber (ggf. auch mit Gefolge) oder um Gruppengräber handelt. Die frühen Grabhügel des 5. Jahrtausends sind fast alle noch Gruppengräber, so dass die Form noch nicht unbedingt rund war. Zudem experimentierte man mit verschiedenen Formen, Aufbau und Materialien und kombinierte Erde, Grassoden, Holz oder Steine. Wahrscheinlich war die Kreisform nie ausschlaggebend, sondern einfach das Ergebnis der Aufschüttung. Zahlenmäßig vorherrschend sind die Hügel des Endneolithikums, der Bronze- und der frühen Eisenzeit.

### Neolithikum
In Mittel- und Nordeuropa war die Bestattung unter dem Erdhügel abgesehen von denen der Frühphase der TBK für die späte Einzelgrabkultur, die schnurkeramische oder bzw. Streitaxtkultur und Kugelamphoren-Kultur typisch, kam aber auch in der Baden-Boleraz-Kultur vor.

### Bronzezeit
In der frühen Bronzezeit sind Grabhügel die typische Bestattungsform für die Eliten der Aunjetitzer Kultur (etwa 2300 v. Chr. – 1600/1500 v. Chr.). Es wurden jährlich 100 bis 150 Grabhügel errichtet. Herausragende Beispiele in Deutschland sind der Bornhöck bei Raßnitz, das Fürstengrab von Leubingen und das Fürstengrab von Helmsdorf. Aus Dänemark sind etwa 60.000 Grabhügel bekannt, von denen aber nur etwa 25 Prozent erhalten sind.
Es folgten die Hügel der Hügelgräberkultur in der mittleren Bronzezeit. Die Hügelgräberkultur fasst verschiedene lokale Kulturgruppen der Bronzezeit vom Karpatenbecken bis zum Rheinland zusammen, bei denen Grabhügel üblich waren. In Norddeutschland sind bronze- oder eisenzeitliche Grabhügel mit doppeltem Kreisgraben, oder als Grabhügel mit Schlüssellochgraben umschlossen, wie das Gräberfeld Plaggenschale bei Osnabrück. Die Grabhügel im Wald von Bremlevænge auf Langeland sind mit einfachem oder doppeltem Steinkränzen gefasst.
Einige Grabhügel sind auch in Anatolien belegt. Daneben gehören die Kurgangrabhügel der Maikop-Kultur in diese Zeit, wobei die Maikop-Kultur bereits eine Kultur der Arsenbronze war, also in Bezug auf Metall viel weiter entwickelt war. Der größte Grabhügel der Bronzezeit in Norddeutschland ist der Dobberworth bei Sagard auf der Insel Rügen mit einer Höhe von 15 Metern einem Durchmesser von 40 Metern und einem Volumen von 22.000 m³.

### Eisenzeit
In der frühen Eisenzeit (Hallstattzeit) gibt es Hügelgräber wie am Magdalenenberg bei Villingen-Schwenningen aus der Stufe Hallstatt D1, dendrochronologisch datiert am Ende des 7. Jahrhunderts v. Chr. Das oben abgebildete Grab von Hochdorf an der Enz stammt ebenfalls aus der Hallstattzeit (HaD1). Der Grabhügel 1 von Eichlehen im Frankfurter Stadtwald barg über 20 Gräber der Stufen Bronzezeit B bis Hallstatt D. Auch das frühkeltische Fürstengrab von Nagold und das keltische Fürstengrab von Glauberg zählen zu den beeindruckenden Grabhügeln jener Zeit. Bedeutende Tumuli gab es bei den Mykenern. So wurde z. B. der Vater von Alexander dem Großen Philipp II. von Makedonien in einem mächtigen Tumulus begraben. Ähnliche beeindruckende Grabhügel findet man auch bei den Karthagern in Nordafrika. Mengen von Grabhügeln sind auch im Gebiet des unteren Don, Dnepr und Kuban, sowie bei Kertsch auf der Krimhalbinsel zu finden, die sowohl von Bolgaren, von Germanen (überwiegend wohl Goten), Kimmerern und vermutlich auch Alanen stammen. Diese Grabhügel sind bestenfalls durch Datierung zuzuordnen. Auffällig sind hierbei auch Grabbeigaben, die einem griechisch-skythischen Stil entsprechen und die Verschmelzung mit den Griechen am Pontus dokumentieren. Auch im Nordosten Österreichs, dem Weinviertel, befinden sich einige Grabhügel, von denen allerdings nicht mehr alle erhalten sind. Der auffälligste ist der oben abgebildete Tumulus von Großmugl mit 14 Metern Höhe. Dieser ist unerschlossen, erste Grabungen bei anderen Tumuli fanden aber schon in den 1870er-Jahren statt.

### Römische Kaiserzeit
Hügelgräber gab es auch noch in der späten römischen Kaiserzeit. In den Provinzen wurden diese Begräbnissitte von der lokalen Bevölkerung unter römischer Herrschaft teilweise weitergeführt – ein Beispiel sind die norisch-pannonischen Hügelgräber im Wienerwald (Gemeinden Altlengbach und Asperhofen, aber auch in Wien-Hütteldorf).

### Frühmittelalter
Im Frühmittelalter lebte die Sitte gebietsweise fort, in England zum Beispiel in Sutton Hoo. Für das Frühmittelalter sind für Skandinavien die wikingerzeitlichen, über einem Schiff aufgeworfenen Hügel (Schiffsgrab in Gokstad oder von Oseberg), sowie die Grabhügel vom dänischen Jelling und von Ladby mit dem Ladbyschiff bei Odense bekannt. Für die angelsächsischen Kulturen ist das Königsgrab von Sutton Hoo ein eindrucksvolles Beispiel. Daneben finden sich noch Beispiele bei den Rus und Sarmaten. Auf einigen Grabhügeln wurden auch Menhire aufgestellt.
In Mecklenburg-Vorpommern sind 132 Einzelgrabhügel und 5 Hügelgräberfelder aus der Slawenzeit (600–1200) bekannt, wobei ein Gräberfeld bei Ralswiek auf Rügen alleine über 400 Hügelgräber aus dieser Zeit aufweist.

### Neuzeit
Die Grabhügelsitte endete erst mit der Christianisierung der Wikinger etwa 1050 n. Chr. und der Christianisierung des Baltikums.
Im Fürst-Pückler-Park Branitz in Cottbus befindet sich ein Tumulus aus der Mitte des 19. Jahrhunderts.

## Formen und Größen
Die Hügel können niedrig (um einen Meter) oder hoch (2 bis ca. 13 m) und außen von kleinen Gräben oder Steinkreisen umgeben sein. Der Durchmesser der Aufschüttung kann von wenigen Metern bis zu mehr als 100 m reichen. Der größte Hügel ist der Raknehaugen in Norwegen mit einem Durchmesser von 100 m und einer Höhe von 15 m. Schwedens größter Hügel ist der Anundshög mit 60 m Durchmesser und zehn Meter Höhe. Der hallstattzeitliche Magdalenenberg bei Villingen-Schwenningen hat 100 m Durchmesser und 10 m Höhe; sowie etwa 46.000 m³ Schüttungsmasse. Dort fand man – neben einer zentralen Grabkammer – in der Aufschüttung 126 Nebengräber mit insgesamt 136 Bestattungen.

### Grabhügel mit flacher Kuppe
Diese Grabhügel sind von den Dansehøjene, die einer Plattform ähneln, zu unterscheiden. Kong Rans Høj auf dem Friedhof von Randbøl westlich von Vejle in Südjütland hat eine flache Kuppe und ist ein Dansehøj. Seine Untersuchung ergab, dass er über einem Grab der Bronzezeit errichtet wurde.
Grabhügel mit flacher Kuppe stammen dagegen aus der dänischen Eisenzeit und sind bis ans Ende der Wikingerzeit nachzuweisen (Hothers Høj auf dem Friedhof von Hårlev). Sie unterscheiden sich sehr deutlich von den sphärischen Grabhügeln früherer Zeiten. Von den ältesten Hügeln (etwa 200 n. Chr.) bei Himlingøje auf Seeland sind vier von ursprünglich sieben erhalten. In zweien fand man einen Mittelpfahl. Einer enthielt einen kleinen Aufbau von Steinen auf der Hügelsohle. Auf Vorbjerg Bakke nordwestlich von Horsens liegt eine Gruppe von acht großen Hügeln mit flachen Kuppen. In einem fand man ein Grab aus der jüngeren römischen Eisenzeit, einen kräftigen Mittelpfahl und einen großen Bautastein. Umgefallene Bautasteine lagen auf dreien dieser Hügel. Man kennt sie auch von anderen Grabhügeln. Einen Bautastein auf dem südlichen der Hügel von Jelling kann man noch auf einem Bild von 1591 sehen. Auf einem Hügel bei Kongstrup auf Røsnaes Seeland steht der „Kajesten“.
Etwa 75 – das ist ungefähr ein Drittel – der auf alten dänischen Friedhöfen liegenden Hügel haben flache Kuppen. Sie lassen eine Verbindung zwischen den alten heiligen Stätten der Eisenzeit und den ältesten christlichen Kirchen erkennen. Gelegentlich wurde die flache Kuppe erst im Mittelalter geschaffen, um einen Glockenturm zu errichten (Kirchen von Birket auf Lolland und von Tandslet auf Alsen). Dies betrifft auch den Nordhügel von Jelling und den Galgebakken (Slots Bjergby) auf Seeland. Die flache Kuppe hatte eine Funktion. In der Sagaliteratur wird berichtet, dass Könige „auf einem Hügel saßen“, von dem sie Gewalt ausübten. Dies kennt man vom „Tynwald Hild“ auf der Insel Man, von dessen Kuppe bis in die Gegenwart Königswechsel bekanntgegeben und Gesetze verlesen werden. Den Brauch kennt man auch vom Lybers Høj nördlich von Lund, von dem aus die Bewohner Schonens Oluf, dem Sohn der Königin Margrethe und mehreren seiner Nachfolgern huldigten, zum letzten Male im Jahre 1610. Dass man auf den flachen Kuppen auch Tieropfer darbrachte, lassen die Knochenfunde und die christlichen Gesetze gegen Opfer auf Grabhügeln erkennen. Die Opfersitten erhielten sich bis in unsere Tage.
Im Jahre 1909 wurde ein Hügel im Raundal in Norwegen ausgegraben. Sein Besitzer berichtete, dass man ein Tier geopfert habe, wenn jemand auf dem Hofe starb. Das Tier war für „Garvor“ der im Hügel wohnte. Als sein Vater starb, opferte man (zum letzten Male) eine Färse.

### Grabhügel mit Nasskern
Unter den archäologisch ausgegrabenen Grabhügeln, besonders der nordischen Bronzezeit, gab es immer wieder Exemplare, die durch exzellent erhaltene Bestattungen hervorstachen. In ihrem Inneren wurden die Bestattungen durch einen ungewöhnlich hohen Wassergehalt konserviert. Zahlreiche Ausgräber berichteten von großen Wassermengen, die sich beim Anstechen des Grabhügels aus ihm ergossen. Neuere archäologische Ausgrabungen deuten an, dass solche Grabhügel mit Nasskern möglicherweise, aus noch unbekannten Gründen, von ihren Erbauern gezielt angelegt wurden. Dabei wurde durch den inneren Aufbau des Grabhügels erreicht, dass sich im Bereich der Bestattungen große Mengen Wasser sammelten und hielten. Der dadurch bedingte Sauerstoffabschluss hatte zur Folge, dass die Bestattungen sich ähnlich gut erhielten wie Moorfunde oder Moorleichen. Aktuell lassen sich diese Bedingungen nur noch schwer erforschen, da nahezu alle Grabhügel mit einem erhaltenen Nasskern bereits historisch zerstört oder nicht entsprechend dokumentiert ausgegraben wurden. Mehrjährige experimentalarchäologische Versuche im dänischen Freiland-Forschungszentrum Sagnlandet Lejre bestätigten die bei den Ausgrabungen beobachteten Bedingungen.

### Scheingräber
Viele abgeplatteten Grabhügel der Eisenzeit sind Leergräber. Unter ihnen befinden sich einige der Größten des Nordens, wie der südliche Grabhügel von Jelling, der Galgebakken bei Slots Bjergby, der „Farmannshaugen“ und der „Raknehaugen“ in Norwegen. Letzterer ist 15 m hoch und der höchste nordische Grabhügel; er bedeckte jedoch nur eine Ansammlung von Holzstämmen. Ein weiteres Beispiel ist der Silbury Hill bei Avebury in Südengland.
Es gibt mehrere Erklärungen, warum Großhügel leer sind. In der Skjoldungesaga wird berichtet, dass sich der mythische König Sigurd I. Ring (735–756) nach einer schweren Verwundung in die Løfting, den erhöhten Aufbau im hinteren Teil seines Schiffes, legen ließ, das man in Brand steckte und aufs Meer hinausschickte. Am Strand warf man einen Hügel auf, der den Namen Ringhøje erhielt. In der Ynglingesaga berichtet Snorri Sturluson, dass man die Asche der Toten in den See werfen oder im Boden vergraben solle, und zum Andenken an hervorragende Männer solle man einen Grabhügel errichten. Andere Hügel (später Runensteine) hat man für Häuptlinge aufgeschüttet, die in der Fremde fielen.

### West- und Mitteleuropa

#### Britische Inseln

Ring Barrow von Woodcutts Common

Grabhügel aus Erde (englisch barrows) kommen in Großbritannien vereinzelt seit dem frühen Neolithikum vor. Ihre Grabkammern können aus Holzpfählen (nichtmegalithische Rundhügel: Round Barrow) oder Megalithen erstellt werden. Es gibt Grabhügel in vielen Formen, wobei die runde und die ovale Form (Oval Barrow) von einem Graben (Easington Barrow) umgeben sein kann (siehe auch Disc Barrow). Vor allem im Norden der Britischen Inseln überwiegen jedoch die Steinhügel. Der Round Barrow von Veryan in Cornwall ist mit 106 m Durchmesser einer der größten. Der Silbury Hill bei Avebury ist kein Hügelgrab.

#### Irland
Die über 3000 Barrows gehören zu den häufigsten prähistorischen Denkmälern Irlands. Die Tradition reicht bis in die Jungsteinzeit zurück und setzte sich bis ins frühe Mittelalter fort. Es sind in der Regel runde Einfriedungen aus Erde und/oder Stein, die häufig eine Böschung und einen Graben aufweisen. Es gibt Einzelstücke, die nur aus dem Hügel bestehen. Das Innere kann die Form einer flachen Plattform oder einer flachen Vertiefung annehmen. Die in Irland häufigste Form ist der Ringhügel mit einem Durchmesser zwischen 15 und 25 Metern.
Ausgrabungen zeigten, dass sie insbesondere als Grabdenkmäler dienten. Der Hügel bedeckt oft zentral eine flache Grube, in die unverbrannte oder verbrannte Knochen gelegt wurden. Viele enthielten nur eine einzige Einäscherung. Es gibt auch Beispiele für Nachnutzungen, wie Tumulus 8 von Carrowjames im County Mayo, der 25 Feuerbestattungen enthielt. Einige enthalten kaum Reste, wie 19 Hügelgräber, die von Ó Riordáin in Lissard, im County Limerick, ausgegraben wurden. Es gibt auch Hügelgräberfelder unterschiedlicher Größe, die oft in Verbindung mit anderen Denkmälern stehen. Eines der größten mit 39 Ringhügeln auf einer Fläche von 300 × 300 Metern befindet sich im Townland Elton im Südosten des County Limerick.

#### Frankreich
Die meisten Dolmen waren ursprünglich von einem Stein- oder Erdhügel bedeckt. In Frankreich ist der Tumulus St. Michel in Carnac der größte Grabhügel auf dem Kontinent. Im Jahr 1993 stellten Ch. Boujot und S. Cassen eine Untersuchung vor, nach der die bretonischen Ganganlagen Vorläufer als kleine runde und rechteckige, im Hügel längs- und quergestellte Kammern hatten. Darunter fallen im Département Morbihan beispielsweise die Anlagen Mané Pochat er Uieu, Mané Hui, Mané Ty ec, Le Manio I + II und Kerlescan.

### Nordeuropa

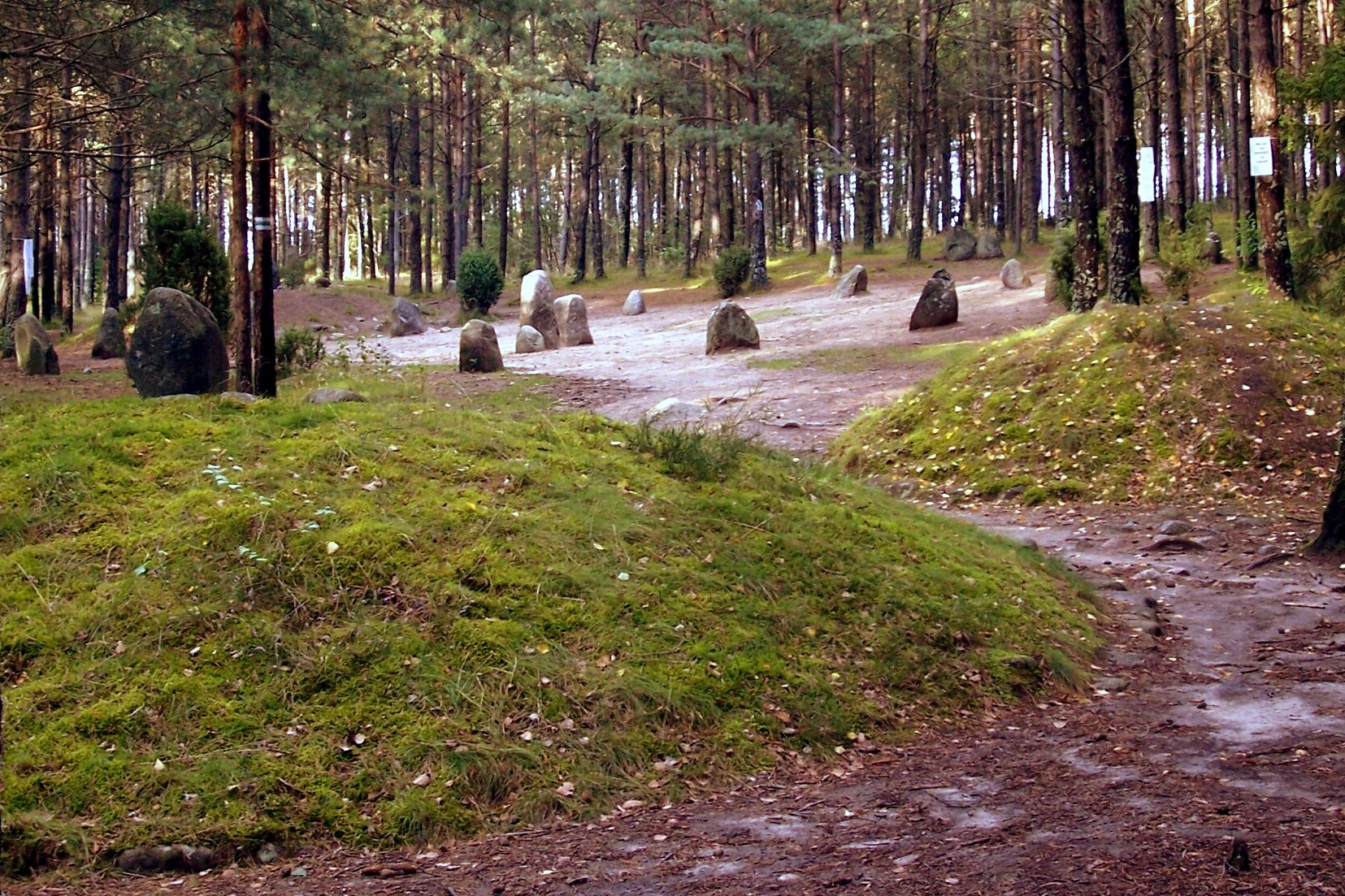
Hügelgräber bei Wesiory, Polen

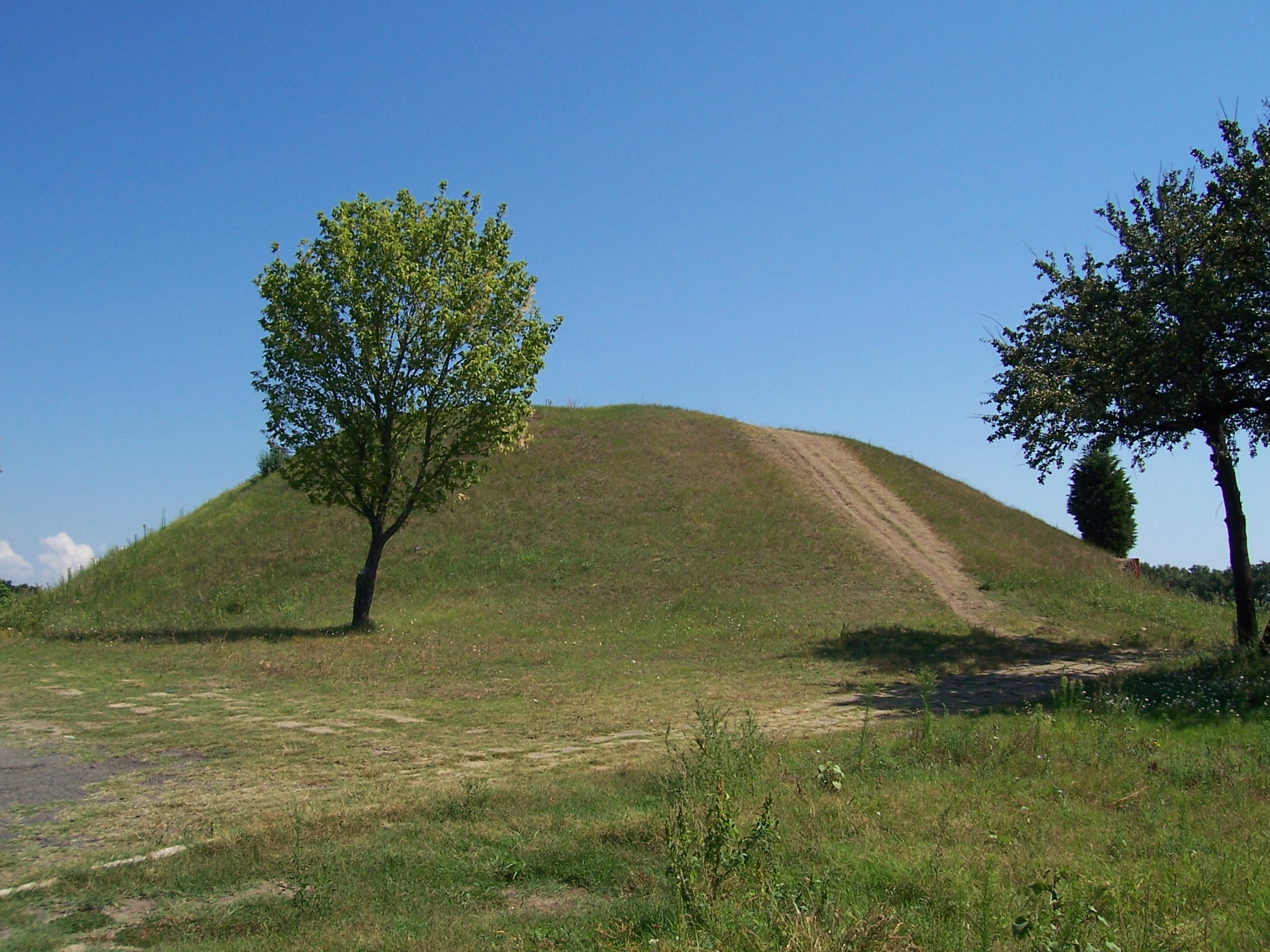
Thrakisches Hügelgrab nahe Pomorje, Bulgarien

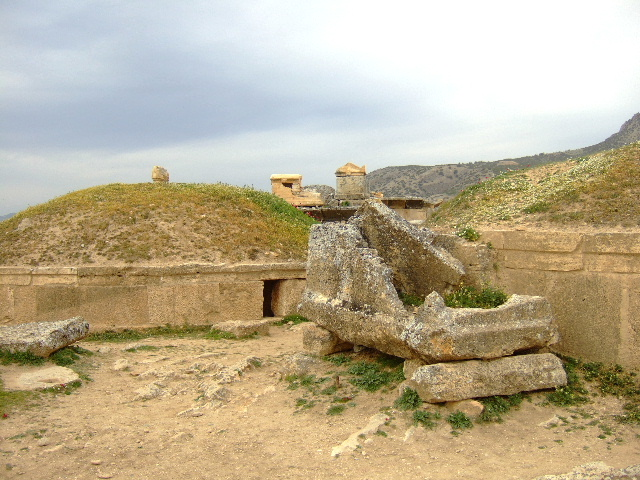
Tumulus in der Nekropole von Hierapolis

Die Hügelgräber in Skandinavien wurden (wie die in der norddeutschen Tiefebene) ab dem Endneolithikum bis ins 11. Jahrhundert n. Chr. angelegt. Registriert sind in Dänemark etwa 86.000 Grabhügel etwa 20.000 stammen vermutlich aus der Bronzezeit. Viele dänische Hügel sind ausnehmend groß (Møllehøj von Årslev). Von den kleineren sind viele in der Zwischenzeit durch Pflügen zerstört worden. Die Grabhügel von Jelling (DK) zählen zum Weltkulturerbe. In Dänemark, besonders aber in Schweden gibt es auch große bronzezeitliche Steinhügelgräber (Röse) und kleine (zwei bis drei Meter) runde Steingräber. Einige sind kreisrund ummauert, wie die im Gräberfeld von Trullhalsar auf Gotland.

### Osteuropa
Die Kurgane (Rundhügel mit Einzelbestattungen) in Moldau, Südrussland, Ukraine, Rumänien und Bessarabien wurden von halbnomadischen Völkern der Balkengrab- und Grubengrabkultur errichtet und waren ein Charakteristikum der Steppe. Die Hügelgräber in Pommern z. B. in Wesiory und anderen Orten des heutigen Polen, werden zumeist Goten zugeschrieben.

### Südosteuropa
Auch die Thraker im Südosteuropa errichteten Hügelgräber. Sie sind vor allem im Tal der thrakischen Könige, jedoch auch in der Donauebene und in Thrakien anzutreffen. Einige davon, wie das Thrakergrab von Kasanlak und Sweschtari in Bulgarien zählen zum UNESCO-Welt-Kultur- und -Naturerbe.

### Südeuropa

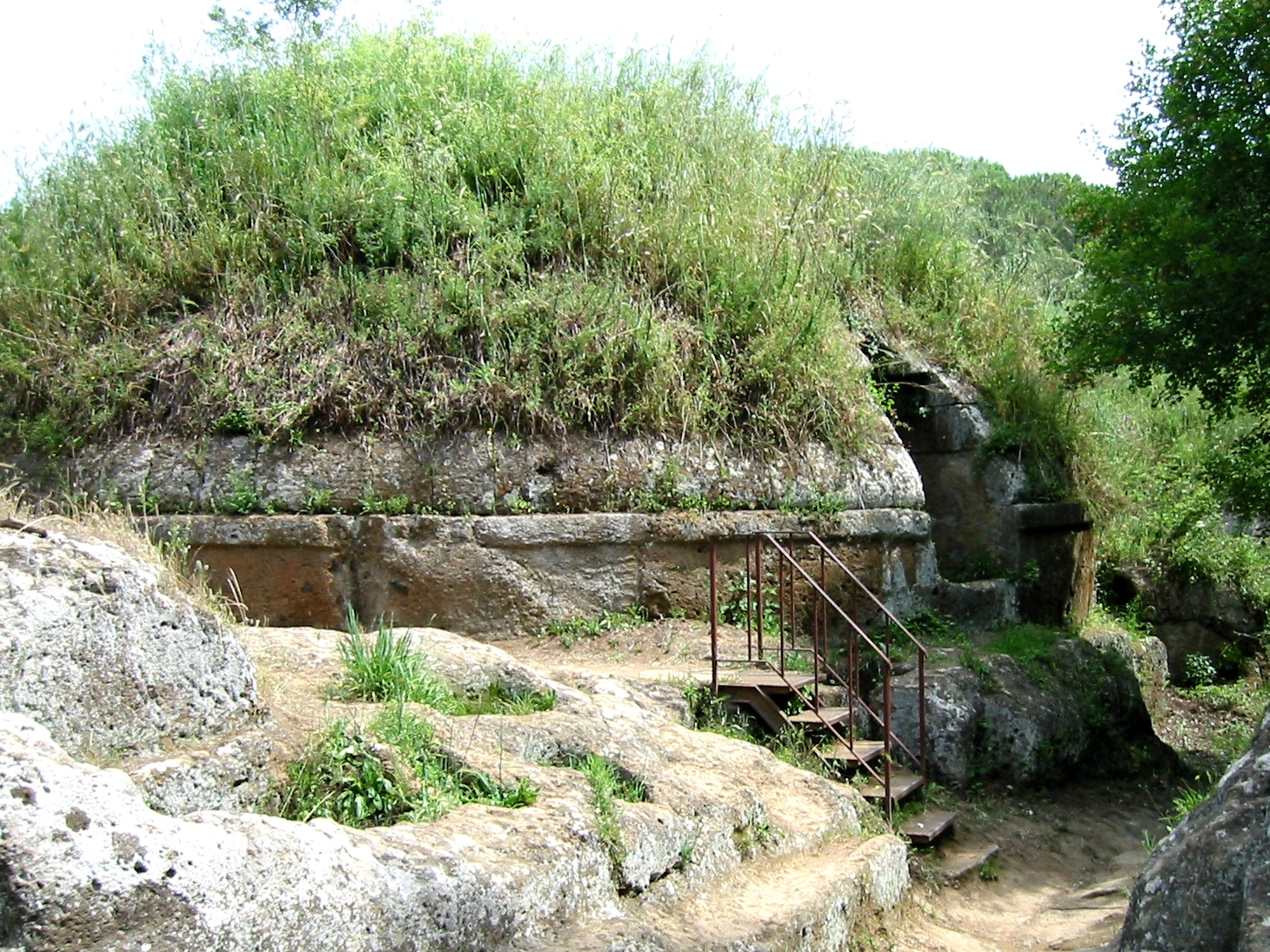
Tumulus in der etruskischen Nekropole Banditaccia bei Cerveteri

Die Etrusker errichteten ab dem 7. Jahrhundert v. Chr. Totenstädte, in denen sich zahlreiche Tumuli befanden. Sowohl einfache Erdhügel als auch fest ummauerte Grabhügel mit unterirdischen Grabkammern wurden in Cerveteri, Populonia und anderen etruskischen Ausgrabungsstätten gefunden.

### Afrika
Ägypten
In Ägypten wurden Tumuli bis zum Ende der vordynastischen Zeit für Beerdigungen genutzt, sind somit die Vorläufer der Mastabas und der Pyramiden.
Algerien
In Algerien gibt es mehrere Bazinas aus vorrömischer und römischer Zeit, die augenfällig mit den Hügelgräbern in Verbindung stehen.
Sudan
In fast allen nubischen Kulturen (z. B. C-Gruppe, X-Gruppe, aber auch in historischer Zeit) kommen Hügelgräber vor.
Marokko
Im Süden Marokkos beim Oasendorf Taouz gibt es mehrere Hügelgräber, von denen jedoch nur eines mit drei kreuzförmig angeordneten Grabkammern gut erhalten ist; möglicherweise blieb der Eingang immer offen oder wurde nur mit Steingeröll verschlossen, so dass der oder die Toten von vorbeiziehenden Karawanen immer wieder aufgesucht werden konnten. Eventuell gehört auch der von behauenen Steinen umschlossene El Gour beim Dorf Souk el Gour bei Meknès in diese Kategorie.
Sahara
Im Gebiet der Sahara finden sich zahlreiche, jedoch zumeist arg ruinierte Grabbauten.

### Asien
Indien
Aus dem prähistorischen Tumulusgrab entwickelten sich in Indien monumentale Fürstengräber mit einem großen Halbkugel-Hügel. In der Form des Stupa erlangte das Hügelgrab ab dem 3. Jahrhundert v. Chr. große Bedeutung als Grab- und Reliquienmal im Buddhismus. Dort erinnerte es als zentrales Symbol an das endgültige Verlöschen (Nirvana) des historischen Buddha und fand in vielfältigen Variationen Verbreitung in mehreren Regionen Asiens (z. B. als Pagode in Ostasien).
Japan
In Japan werden die Tumuli, die für verstorbene Machthaber errichtet wurden, als Kofun bezeichnet. Die Kofun-Zeit der japanischen Geschichte (etwa 300–552, japanische Epochengliederung: etwa 300–710) leitet ihren Namen von diesen Gräbern her, deren größtes mehr als 700 Meter lang ist.
Korea

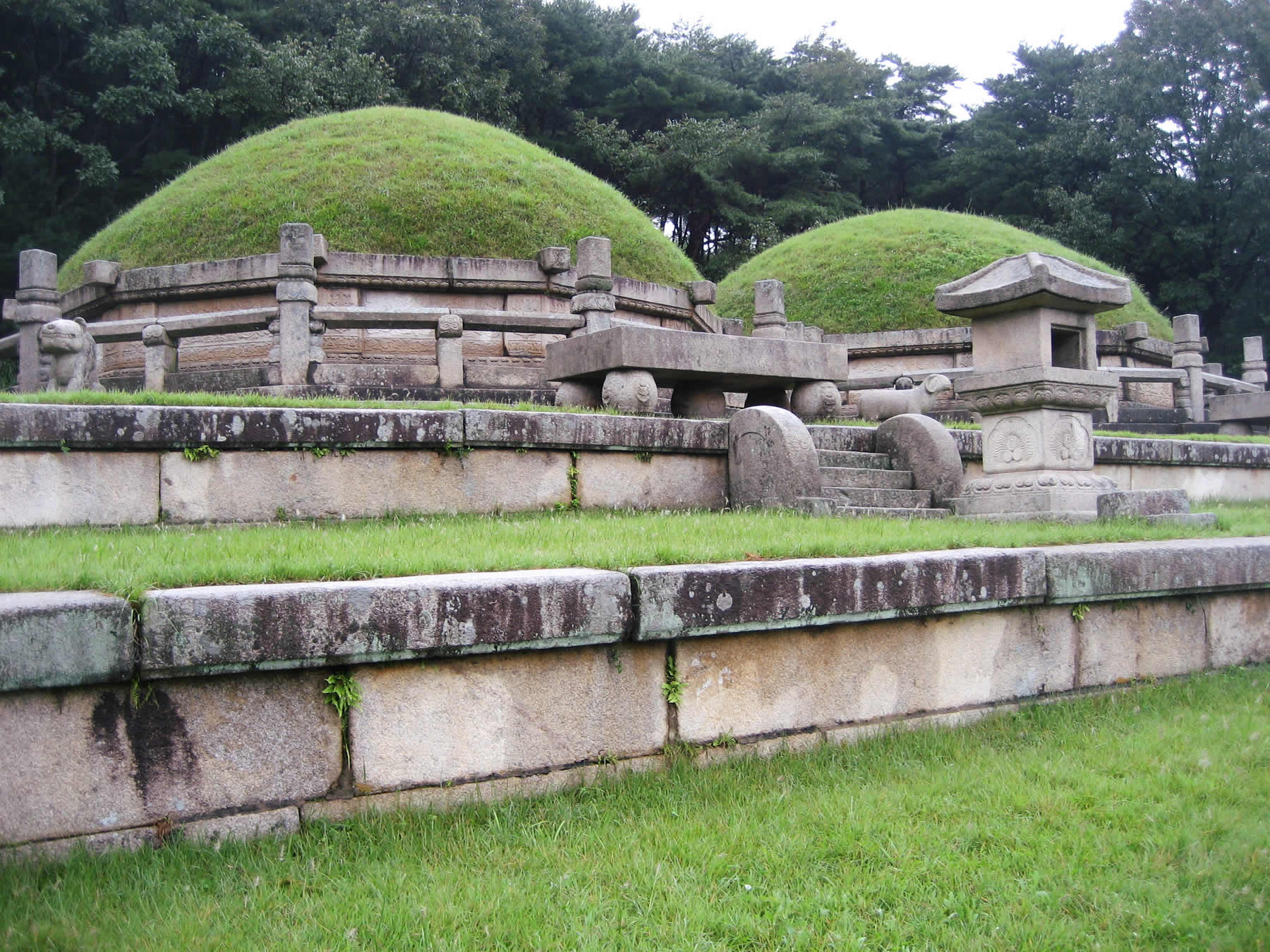
Doppeltes Hügelgrab in Kaesong

In Korea wurden verstorbene Machthaber über fast zwei Jahrtausende hinweg, von der Zeit der Drei Reiche bis zum Kaiserreich Korea, in Tumuli bestattet. Viele dieser Tumuli zählen zum UNESCO-Welterbe, u. a. die Koguryo-Grabstätten oder die Königsgräber der Joseon-Dynastie. Gegen Ende der Goryeo-Dynastie entstand die Doppelgrabbauweise für einen König und seine Frau.

### Amerika
Als Mound werden künstlich geschaffene Hügel überwiegend im Südosten der Vereinigten Staaten bezeichnet. Sie wurden von verschiedenen Indianerkulturen zu kulturellen und Begräbnis-Zwecken errichtet. Auch die Vorläufer der Tempel- und Palastpyramiden Mesoamerikas werden von der Forschung als mounds bezeichnet.

## Andere Grabtypen
Langgestreckte Grabbauten, teilweise mit megalithischen Einbauten, werden in Mittel- und Westeuropa als Langbetten bezeichnet. Felsengräber sind in den gewachsenen Felsen eingetieft, sei es ober- oder unterirdisch. Die neolithischen Megalithanlagen bestehen aus großen Steinen und waren in Europa meist mit Erde überhügelt. Als Flachgräber bezeichnen die Archäologen Bestattungen ohne Hügel.